# 麥克福爾鎮區 (阿肯色州阿肯色縣)
麥克福爾鎮區（英語：McFall Township）是位於美國阿肯色州阿肯色縣的一個行政鎮區。

## 地方資料
麥克福爾鎮區的面積為96.90平方千米，當中陸地面積為90.89平方千米，而水域面積為6.01平方千米。根據2010年美國人口普查的數據，當地共有人口102人，而人口密度為每平方千米1.05人。